# Списак епизода серије Морнарички истражитељи: Сиднеј
Морнарички истражитељи: Сиднеј је предстојећа аустралијска војна акциона телевизијска серија која ће бити емитована од 10. новембра 2023. на Paramount+ каналу у Аустралији.
Серија Морнарички истражитељи: Сиднеј за сада броји 1 сезону и 8 епизода.

## Преглед
| Сезона | Сезона | Епизоде | Датум емитовања    | Датум емитовања    |
| Сезона | Сезона | Епизоде | Почетак            | Крај               |
| ------ | ------ | ------- | ------------------ | ------------------ |
|        | 1      | 8       | 10. новембар 2023. | 29. децембар 2023. |
|        | 2      |         | 7. фебруар 2025.   | 2025.              |

## Епизоде

### 1. сезона (2023)
| Бр. еп. (укупно) | Бр. еп. (у серији) | Наслов                        | Редитељ      | Сценариста                                                  | Премијерно емитовање | Прод. код | Бр. гледалаца (у милионима) |
| --- | ------------------ | ----------------------------- | ------------ | ----------------------------------------------------------- | -------------------- | --------- | --------------------------- |
| 1 | 1                  | "На пецању (1. деo)"          | Шон Свит     | Морган О'Нил                                                | 10. новембар 2023.   | 101       | 0.31                        |
| Током церемоније АУКУС-а у луци у Сиднеју, морнар америчке морнарице умире од тровања зрачењем што је довело до тога да су се посебни агенти БСД Роналд Реган МЗИС-а Мишел Меки и Дешон Џексон удружили са својим колегама из аустралијске савезне полиције, наредником Џимом Демпсијем и позорницом Иви Купер, уз помоћ форензичарке АСП-а Блубирд Глисон и Рјеми Пенроузом, форензичким патологом из АСП-а, да истраже. Током истраге, екипа испитује мировног активисту који је ослобођен кривице. Такође проналазе још једног мртвог официра америчке морнарице којег је убила тајанствена жена. Док су покушавали да уђу у америчку подморницу на нуклеарни погон, нападнута су од стране убачене групе која се дубоко скривала, а која је желела да украде поверљиве обавештајне податке америчке морнарице. Након ватреног окршаја, преживели из групе су побијени када је њихов чамац одлетео у вездух због бомбе детониране на даљину. Након догађаја, створена је заједничка радна група МЗИС и АСП-а како би се олакшала сарадња између америчких и аустралијских органа реда. |                    |                               |              |                                                             |                      |           |                             |
| 2 | 2                  | "Змије у трави"               | Шон Свит     | Синопсис: Стјуарт Пејџ Сценарио: Мајкл Милер и Морган О'Нил | 17. новембар 2023.   | 102       | 0.34                        |
| Екипа истражује када је морнарички официр за поштовање прописа пронађен мртав у воденој рупи, што их наводи да почну да откривају порекло ретког, смртоносног тајпана који је неуобичајен за ту област. Током истраге, Џексон и Куперова откривају да је тајпан део групе животиња украдених из продавнице кућних љубимаца. Мекијева и Демпси истражују складиште америчке морнарице у Сиднеју и откривају операцију кријумчарења животиња у којој су укључени чланови особља и подмићени официр америчке морнарице. Џексон такође открива да се морнарички официр инфилтрирао у ланац кријумчарења, али да су га његови сарадници убили пошто су сазнали да је кртица. Џексон и Куперова откривају да је власница продавнице кућних љубимаца део операције шверца и да су ухваћени од стране њених злочиначких сарадника. Спасавају их Мекијева и Демпси. Глисон такође усваја спасену птицу као свог љубимца. |                    |                               |              |                                                             |                      |           |                             |
| 3 | 3                  | "Браћа у војсци"              | Дејвид Цезар | Ендру Анастасиос                                            | 24. новембар 2023.   | 103       | 0.33                        |
| Када је ајкула испљунула руку која носи опрему америчке морнарице, истрага екипа испитује оданост скупине бивших морнаричких ронилаца који су основали посао за обуку роњења у Сиднеју. Пенроуз и Глисонова откривају да је рука припадала бившем МВК-овцу ПФ-а Колману који је био пословни ортак бивших морнаричких ронилаца. Током истраге, Глисонова открива да је подводно возило без посаде (ПВП) било присутно на месту где је Колман погинуо. Екипа открива да су рониоци украли чип података ПВП-а и да је дрога подметнута у њиховој радњи да би их уценили да врате украдени чип. Један од ронилаца признаје да је убио жртву убиства док екипа користи другу двојицу да их одведе до купца који жели да поврати снимке возила без посаде. Купца брзо задржава повереник Министарства одбране пуковник Ренкин који блокира истрагу групе. Пошто је Глисонова сазнала да дрога подметнута у продавници ронилаца потиче из једног хапшења УСД-а, Мекијева уцењује Ренкина да пусти преостале рониоце да оду у замену за то што нису открили доказе који указују да је Централна истражна агенција шпијунирала Краљевску аустралску морнарицу. Демпси и остали формално унапређују Глисонову у пуноправну чланицу екипе. |                    |                               |              |                                                             |                      |           |                             |
| 4 | 4                  | "Духови"                      | Кив Стендерс | Тамара Асмар                                                | 1. децембар 2023.    | 104       | 0.25                        |
| Када је амерички подофицир Еди Бекер пронађен мртав у историјској области Стене, екипа истражује са деценијама старом медаљом Морнаричког крста која им даје мотив за смрт и шаље их у трку да ухвате убицу. Осумњичени је Френк Дохерти, морнар америчке морнарице и ветеран из Вијетнамског рата који је отишао 1971. године и оженио се својом девојком из Аустралије Меј Кју. Иако је Мишел уверена у његову кривицу, Џеј Ди и Рој откривају доказе који чисте Дохертија. Током истраге, екипа открива да је Бекер покушавао да врати орден Морнаричког крста Дохертију. Џексон такође сазнаје да је трећи човек виђен како улази у зграду одакле је Бекер бачен. Убица је откривен као Армен Стендиш, кустос у Центру за наслеђе Краљевске аустралијске морнарице који је покушавао да изнуди новац од Дохертија и Меј Кју. Екипа проналази рупу око Дохертијеве оптужбе за дезертерство тако што му је уговорила брак са Меј Кју. |                    |                               |              |                                                             |                      |           |                             |
| 5 | 5                  | "Поподневни куцаћино"         | Дејвид Цезар | Мајкл Милер                                                 | 8. децембар 2023.    | 105       | 0.36                        |
| Док је са својим псом посећивао месни кафић за псе, Роја и остале посетиоце узима за таоце 15-годишња Луи која је опљачкала банку да би добила новац за своју сестру Кејси оболелу од рака. Осим што носи лажни прслук са бомбом, Луи такође преноси уживо талачко стање. Екипа МЗИС-а се придружује одговору аустралијске полиције на талачко стање. Џеј Ди се сукобљава са детективком наредницом Кет Велш која је спремна да употреби смртоносну силу да оконча талачко стање. Рој користи дипломатију да уразуми проблематичну Луи. Дешон и Мишел посећују Луину мајку Фиону и Кејси док Блубирд анализира Луин профил на друштвеним мрежама. Екипа открива да је злочинац по имену Стоун подстакао пљачку банке, подметнуо скривену бомбу у Луин прслук и да је Фиона првобитно требало да носи прслук-бомбу. Када је Луи довела у питање Стоунов план, он отима Кејси. Дешон, Мишел и Иви успевају да пронађу његово место где се налази, спасавајући Кејси и суочавајући се са Стоуном који је покушао да детонира бомбу, али Џеј Ди и Кет успевају да осујете Стоунов сигнал пре него што је он то урадио. Стоуна на крају упуцава и убија Мишел, док полиција онеспособљава Луину скривену бомбу. Након талачког стања, Рој посећује своју жену оболелу од деменције која борави у дому. |                    |                               |              |                                                             |                      |           |                             |
| 6 | 6                  | "Извлачење"                   | Кетрин Милар | Џејмс Крипс и Клер Слејден                                  | 15. децембар 2023.   | 106       | 0.34                        |
| Док је био у препуном аутобусу у Бондију, човек који је носио јакну америчке морнарице умире од предозирања кокаином. Др. Пенроуз препознаје човека као Роберта Годарда који ради као кувар за перуански нарко синдикат картел Рамос. Истрага која је уследила шаље Иви да оживи своју прошлост као службенице за тајне задатке Одељења за наркотике АСП-а. Иви зове службеника за тајне задатке Одељења за наркотике АСП-а Кејна који се убацио у картел Рамос. Иви прекида везу са својим колегама из МЗИС-а током свог тајног рада. Мишел и Џеј Ди зову Ивиног бившег надређеног детектива Дена Скелтона из Државног одељења за дрогу који их обавештава о случају. Екипа такође тражи подофицира Лисона који је продао јакну Годарду, али га проналазе мртвог у складишту. Како шеф картела Рамос Газда треба да посети Сиднеј, чланови картела, међу којима су тајно Иви и Кејн, кувају гомилу дроге. Мишел, Дешон и Џеј Ди упадају у лабораторију за дрогу и суоче се са злочинцима. Мишел такође сусреће Скелтона за кога се открило да тајно ради за картел и да је Кејну подметнуо Годардово убиство. Скелтон и један од злочинаца су побијени током експлозије која је уништила лабораторију за дрогу. Након хапшења Газде, Мишел се помирила са Иви. |                    |                               |              |                                                             |                      |           |                             |
| 7 | 7                  | "Подземни бункер (2. део)"    | Кив Стендерс | Ким Хо и Џејмс Крипс                                        | 22. децембар 2023.   | 107       | 0.26                        |
| Непосредно пре него што је агенти екипе МЗИС-а требало да присуствују сјајном догађају лансирања ВИ технологије који је организовао Гајаметрик у тајном подземном бункеру из доба Другог светског рата, др. Хауи Сатклиф, истраживач америчке морнарице, пронађен је мртав. Џеј Ди и Дешон истражују убиство, док Мекијева, Иви и Блубирд иду у бункер. Догађај је миниран, а гости заробљени — као и убица — са залихом кисеоника за само два сата. Мекијева, Иви и Блубирд траже излаз из бункера док Џеј Ди, Дешон и Роузи журе да их пронађу. Особље не може да откључа бункер због технолошког квара. Џеј Ди и Дешон откривају доказе да је позивну медаљу др. Сатклифа украо убица. Посећују штаб Гајаметрика, али откривају да нико од особља не зна где се налази бункер. Мекијева и екипа су успели да пронађу стару бакарну жицу која им омогућава да привремено позову Џеј Дија и Дешона. Мекијева и Иви такође сусрећу наизглед трудну новинарку по имену Моника Роу. Мекијева и екипа покушавају да пронађу излаз, али откривају да су запечаћени. Уз помоћ др. Пенроуза и податка који је дала Блубирд, Џеј Ди и Дешон успевају да пронађу бункер неколико минута пре него што је понестало кисеоника. Иви и Мекијева откривају да је Моника убица и да је организовала минирање. Пошто је приведена, екипа открида да је она Ксена која је била део екипа која се убацила на нуклеарну подморницу Навајо. |                    |                               |              |                                                             |                      |           |                             |
| 8 | 8                  | "Амбициозна плавуша (3. део)" | Кетрин Милар | Морган О'Нил                                                | 29. децембар 2023.   | 108       | 0.32                        |
| Џеј Дијевог деветогодишњег сина Џека отео је међународни убица који се представљао као кловн који жели да га размени за Ксену (илити Ану Нимус), плаћеницу која је у њиховом притвору. Екипа МЗИС-а из Сиднеја и аустралијска полиција прате комби украденог кловна до паркинга, али откривају да је унутра мина. Унутра проналазе остатке правог кловна који има четинаре на рукама. Користећи ове доказе, Блубирд закључује да је отмичар Јарослав Уткин, одани руски православни верник. Док ФБИ долази у Сиднеј да ухапси Нимусову, Џеј Ди бежи са њом и састаје се са Уткином како би договорили замену талаца. Уткин, међутим, открива да је Џекова отмица била варка да се Нимусова намами да би је убио. Пре него што је Уткин успео да побије Џеј Дија и Џека, Нимусова се ослободила својих лисица пошто их је Џеј Ди заправо откључао раније и убија га. Нимусова тада одлази у камиону кловна, али пре него што је отишла, даје Џеј Дију паметни телефон да позове некога у помоћ. Када је Џеј Ди окренуо број, Мекијева сазнаје да број припада пуковнику Ренкину, а епизода се завршава неизвесном судбином. |                    |                               |              |                                                             |                      |           |                             |

### 2. сезона (2025)
| Бр. еп. (укупно) | Бр. еп. (у серији) | Наслов                  | Редитељ       | Сценариста                                                | Премијерно емитовање | Прод. код | Бр. гледалаца (у милионима) |
| --- | ------------------ | ----------------------- | ------------- | --------------------------------------------------------- | -------------------- | --------- | --------------------------- |
| 9 | 1                  | "Пејсмејкер (4. деo)"   | Џенифер Лејси | Морган О'Нил                                              | 7. фебруар 2025.     | 201       | N/A                         |
| Мекијева се суочава са пуковником Ренкином, али он пада након очигледног срчаног удара. Због тога што су Нимусовој дозволили да побегне, Мекијеву и Џеј Дија су суспендовали са активне дужности посебни агент МЗИС-а Кен Картер и АСП. Дешон је задужен за екипу МЗИС-а. Током њихове истраге, Пенроуз открива да је Ренкин у коми био опремљен пејсмејкером који је служио као прислушни уређај који је даљински детониран када је покушао да разоткрије људе за које је радио. Испитујући његове банковне преносе, Блубирд открива да је Ренкин радио за непознату страну која је унајмила Уткина да убије Нимусову. Мекијева и Џеј Ди тајно помажу својим колегама и откривају да је Нимусова изазвала Ренкинов срчани удар. Нимусова је покушала да убије Ренкина, али је намамљена у замку и ухваћен од стране Џеј Дија и Мекијеве. Након Нимусиног хватања, Џеј Ди и Мекијева су враћени у екипу МЗИС-а. Док је Ренкин током коме званично проглашен мртвим, екипа МЗИС-а је одлучила да пронађе правог велеума. |                    |                         |               |                                                           |                      |           |                             |
| 10 | 2                  | "Пали"                  | Џенифер Лејси | Ендру Анастасиос                                          | 14. фебруар 2025.    | 202       | N/A                         |
| Екипа МЗИС-а истражује тело мушкарца које је пронађено у луци у Сиднеју. Откривају да је човек требало да присуствује предстојећем венчању на једрењаку у луци. Куперова и Дешон се укрцавају на брод прерушени у матичара и фотографа. У међувремену, Џеј Ди и Мекијева упадају на адресу у Сиднеју где откривају да је власник куће гомилао динамит у свом бункеру. Брод је отела група аустралијских терориста који прете да ће побити таоце како би натерали Сједињене Државе да напусте Аустралију. Куперова је заробљена док је Дешон бачен са брода, али успева да се ухвати за крму. Куперова и Дешон су успели да ослободе сватове који су савладали своје отмичаре. Мекијева успева да убеди капетана ратног брода америчке морнарице да не отвара ватру на отети брод чиме је избегнута могућа криза која би утицала на циљеве терориста. |                    |                         |               |                                                           |                      |           |                             |
| 11 | 3                  | "Повратак у СССР"       | Кетрин Милар  | Синопсис: Џејмс Крипс Сценарио: Џејмс Крипс и Клер Следен | 21. фебруар 2025.    | 203       | N/A                         |
| Екипа МЗИС-а истражује тело официра америчке морнарице по имену поручник Харви Вилсон које је пронађено унутар бетонске плоче. Током своје истраге, откривају да је Вилсон био тајни амерички обавештајац који је хранио лажним обавештајним подацима Совјете о америчком ракетном програму током 1980-их. Агент Аустралијске безбедносно-обавештајне организације Тери, који је Пенроузов стари пријатељ, је додељен да помаже екипи МЗИС-а. Док су истраживали бившег руског агента, Мекијева и Џеј Ди откривају да је човек отрован нервним агенсом и за длаку избегао смрт. Екипа МЗИС-а касније открива да је Тери тајно радио за руску генералну саветницу Лину Буковску која је тада радила као агенткиња КГБ-а. Пре него што су успели да ухапсе Терија, Буковска га је отровала нервним агенсом. Пенроуз проналази покајаног Терија који признаје да је шпијунирао за КГБ да би набавио лек за своју жену на самрти. Он такође означава Буковску као Вилсоновог убицу. Иако Буковска тврди да има дипломатски имунитет, екипа МЗИС-а и аустралијске власти успевају да је убеде да сарађује у замену за избегавање изручења Русији пошто су открили да су обавештајни подаци о америчком ракетном програму били погрешни. |                    |                         |               |                                                           |                      |           |                             |
| 12 | 4                  | "Сабља истине"          | Кетрин Милар  | Тамара Асмар                                              | 28. фебруар 2025.    | 204       | N/A                         |
| Екипа МЗИС-а је послата да истражи бомбашки напад на кола испред дома команданткиње Кире Мејсон која је задужена за поверљиви рачунарски безбедносни програм за америчку морнарицу. Као удовица, радохоличарка Мејсонова има отуђен однос са својом ћерком тинејџерком Грејс која је под утицајем мреже онлајн теоретичара завере. Џексон и Куперова имају задатак да пазе на Мејсонину кућу. Током истраге, Мекијева и Џеј Ди откривају да је Грејсин дечко Џејк лик који је створила вештачка интелигенција којим управљају зле силе које желе да украду поверљиве податке од америчке војске. Екипа МЗИС-а открива да је Кирин инжењер Џин одговоран за бомбашки напад, али открива да је он убијен. Под обманом тајанственог мозга, Грејс хакује рачунар своје мајке и преузима поверљиве податке у вези са америчким МВК-оваимц. Она се састаје са велеумом за коју се испоставило да је Кирина десна рука Хедер. Хедер је покушала да отме Грејс, али ју је Мекијева осујетила. Након Хедериног хапшења, Грејс се помирила са својом мајком. |                    |                         |               |                                                           |                      |           |                             |
| 13 | 5                  | "Избачен"               | Дејвид Цезар  | Ела Кук и Мајкл Милер                                     | 7. март 2025.        | 205       | N/A                         |
| Екипа МЗИС-а истражује смрт подофицира америчке морнарице Рубена Данијелса чије је смрзнуто тело пронађено поред плаже. Пенроуз и Глисонова откривају да је Данијелсово тело било прекривено спермом морских ушица. Током истраге, Мекијева и Џеј Ди откривају да су Данијелс и његов цимер Крег били умешани у ланац кријумчарења морских ушију. Пошто су открили слику Данијелсове вијетнамске девојке Ким Данг, Куперова и Дешон истражују Резијев стриптиз клуб чије су вијетнамске стриптизете увучене у ланац трговине сексом. Дешон упознаје Ким Данг која открива да је у потрази за својом сестром која је нестала пошто јој је истекла студентска виза. Екипа МЗИС-а се састаје када се Данијелс састао са Резијевим менаџером. Мекијева убеђује Данијелса да не убија следбенике који одводе полицију до несталих стриптизета, међу којима је и Кимина сестра. Екипа слави Глисонин рођендан након истраге. |                    |                         |               |                                                           |                      |           |                             |
| 14 | 6                  | "Паклена слабост"       | Дејвид Цезар  | Мајкл Милер                                               | 14. март 2025.       | 206       | N/A                         |
| Екипа МЗИС-а истражује смрт поручника америчке морнарице и МВК-а Пита Левинсона који је боравио у фитнес кампу на отвореном који су водили бивши МВК-овци, међу којима су и наредник Фин Мекеј. Мекеј се повукао након трагичне несреће на тренингу у Калифорнији која је однела живот приправника Виктора Остина. Током прегледа, Џексон и Куперова утврђују да је Левинсон убијен и да је његова смрт исценирана тако да изгледа као самоубиство вешањем. У међувремену, Пенроуз, Глисонова, Мекијева и Демпси откривају да је Левинсон истраживао ланац за кријумчарење стероида међу МВК-овцима. Џексона и Куперову касније заробљавају двојица Мекејевих бивших сарадника из МВК-а који су умешани у операцију шверца. Џексон убеђује шверцере да играју игру лова и тражења уместо да их пуцају. Уз помоћ Мекеја, екипа МЗИС-а савладава двојицу сарадника из МВК-а. Екипа одлучује да настави истрагу о ланцу кријумчарења. |                    |                         |               |                                                           |                      |           |                             |
| 15 | 7                  | "Без даха"              | Џенифер Лејси | Мајкл Милер и Џејмс Крипс                                 | 4. април 2025.       | 207       | TBD                         |
| Глисонова је била концерту на којем наступа њена омиљена поп звезда Нова Стајкс када је једна подофицирка америчке морнарице Сали Пул са којом је наступала умрла након квара машине за дим. Током своје истраге, екипа МЗИС-а открива да је неко додао уље од кикирикија у машину за пушење и дирао фластер са микро иглом који се користи за убризгавање Пуловој. Мекијева и Демпси испитују опседнуту обожаватељку Нове Кејси Хејз, али је искључују као осумњичену. Глисонова на своју руку истражује Нову и њеног оца руководиоца Џефа Хејза док се спријатељује са Новом, откривајући да Хејз искоришћава своју ћерку као краву за готовину и држи је дрогирану. Пошто је приведен шефа обезбеђења Нове, МЗИС открива доказе који Хејза инкриминишу за Пулино убиство. Глисонова спашава Нову, али Хејз покушава да је убије инсценирањем самоубиства, али је осујећен када је Глисонова успела да га рани, а он је потом ухапшен због својих злочина. Екипа МЗИС-а слави са Глисоновом. |                    |                         |               |                                                           |                      |           |                             |
| 16 | 8                  | "Крв није водка"        | Џенифер Лејси | Ендру Анастасиос                                          | 11. април 2025.      | 208       | TBD                         |
| Екипа МЗИС-а истражује смрт подофицира америчке морнарице треће класе Езре Стоукса који је пронађен без крви у ковчегу у луци у Сиднеју. Мекијева и Демпси истражују самопроглашену "вампирку" Дон Лазар, њеног сина Николаја и њиховог слугу Атикуса. Дон и Николај воде радионицу ковчега која је произвела ковчег у којем је Стоукс пронађен. Дон признаје да је Стоукс пристао да попије мало његове крви, али тврди да га није убила. Пенроуз и Глисонова врше обдукцију и откривају да је Стоукс пио вотку пре своје смрти. Куперова и Џексон такође испитују Донину ћерку док се он бори са својим страхом од вампира. Током своје истраге, Мекијева и Демпси откривају да је машина за пумпање крви била покварена због чега је Стоуксу извукла превише крви. Екипа МЗИС-а открива да су Николај и Атикус убили Стоукса, љубоморни на пажњу коју је добијао од Дон и њене ћерке. Они хапсе њих двојицу након потере на пријему породице Лазар. |                    |                         |               |                                                           |                      |           |                             |
| 17 | 9                  | "Манго лудило (1. део)" | Крив Стендерс | Стивен Мекгрегор                                          | 18. април 2025.      | 209       | TBD                         |
| Екипа МЗИС-а путује у Дарвин да истражи смрт каплара америчких морнараца Дејвида Гарсије који је убијен у вежби обуке у којој су учествовали морнарци и аустралијска војска. Демпси и Куперова откривају део кашикаре који наводно указује на аустралијског војника Ангуса Типолуруа док Мекијева од Гарсијине девојке Марије Суарез сазнаје о љубавном троуглу у којем су Гарсија и Типолуру. Како напетости између морнараца и аустралијских војника расту, екипа открива да је Гарсија био умешан у шверц војног оружја паравојним групама у Источном Тимору и Индонезији. Екипа открива да је Гарсијин командант, наредник Џенсен, подметнуо доказе који смештају Типолоуруу за Гарсијино убиство. Пре него што су успели да ухапсе Џенсена, откривају да је он одвео Типолуруа у колибу у џунгли. Проналазе Типолуруа на самрти и мртвог Џенсена, а лансера пројектила није било. |                    |                         |               |                                                           |                      |           |                             |